# حوزه انتخابیه بیستم تگزاس

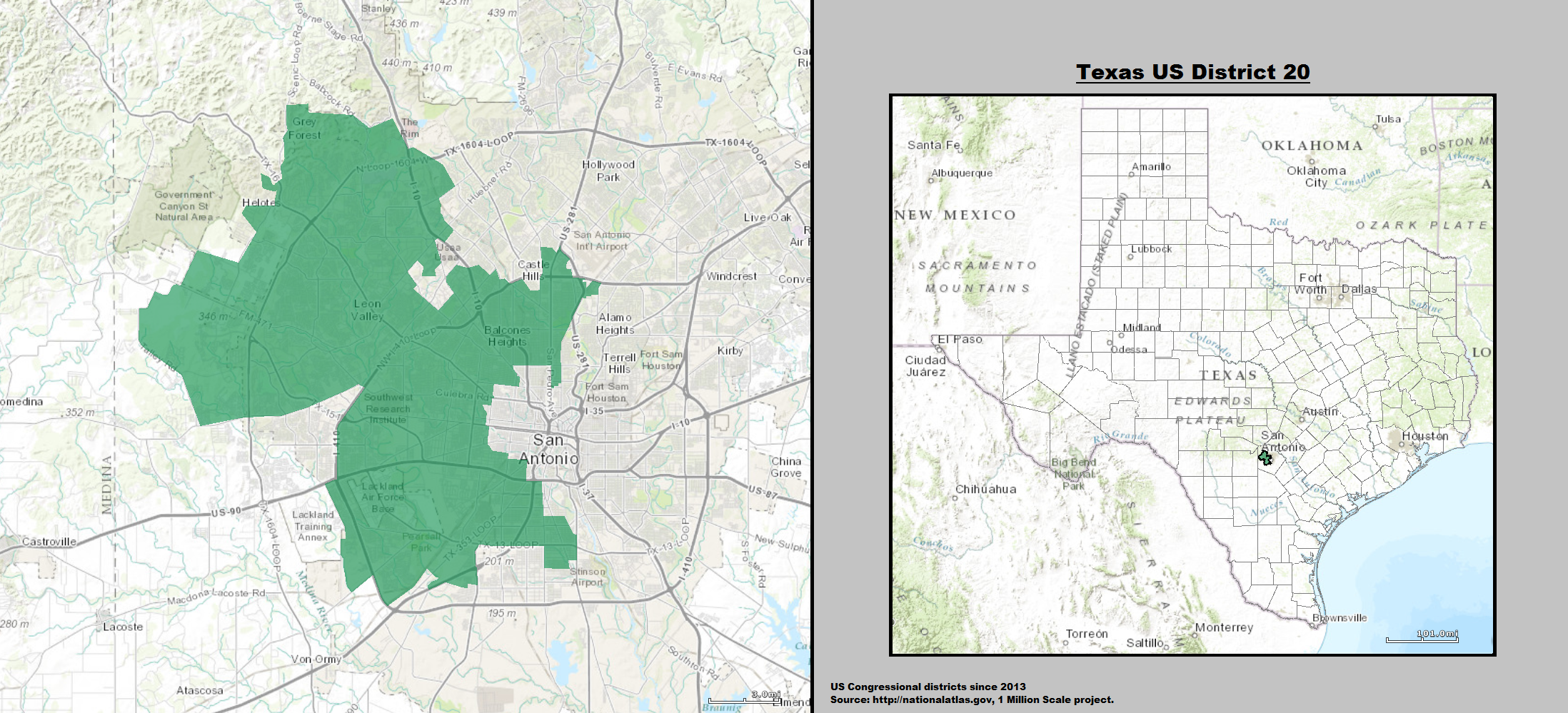
حوزه بیستم تگزاس

حوزه انتخابیه بیستم تگزاس یک حوزه انتخابیه مجلس نمایندگان آمریکا است که در ایالت تگزاس قرار دارد.